# Douglas C-47 Skytrain
Douglas C-47 Skytrain, ved RAF kaldt Dakota, var et militært transportfly, udviklet på basis af Douglas DC-3 passagerflyet. Den var i udstrakt brug af de Allierede under 2. verdenskrig, og er stadig i anvendelse ved adskillige militære operatører. Flytypen spillede en stor rolle i luftbroen til Berlin i 1948, og deltog desuden i både Koreakrigen og Vietnamkrigen. Enkelte fly flyver stadig – enten som veteranfly eller som rutefly i 3.-verdenslande. Flyets nærmest ubegrænsede levetid skyldes blandt andet, at det ikke har trykkabine.

## Design og udvikling
Den første DC-3 var i luften 17. december 1935, og allerede året efter var flytypen sat ind på flere passagerruter i USA. Da USA gik ind i 2. verdenskrig, voksede behovet for transportfly og DC-3 blev derfor bygget i en fragtversion under navnet C-47 Skytrain (C for Cargo – last) til brug i United States Army. Briterne kaldte den for Dakota (Douglas Aircraft Company Transport Aircraft) og United States Navy kaldte den for R4D.
I sammenligning med den civile DC-3 havde flystellet i C-47 et utal af modifikationer som tilpasning til den militære rolle, heriblandt en stor dør til fragt - selvom fragtdøren sad noget over jorden (på venstre side), kunne man godt få en jeep ind i flyet - et hejseværk, et forstærket gulv, en forkortet halespids med en kobling så den kunne slæbe svævefly, og en astrodome (en kuppel beregnet til astronomisk navigation) i kabinetaget.
Det specialiserede C-53 Skytrooper troppetransportfly gik i produktion i Oktober 1941 i Douglas Aircrafts fabrik i Santa Monica, Californien. Den manglede C-47s fragtdør, hejseværk og det forstærkede gulv. Kun nogle få hundrede blev bygget; alt i alt var C-47 langt mere alsidig.
Under 2.verdenskrig benyttede de væbnede styrker fra mange forskellige lande C-47 og modificerede DC-3 til transport af tropper og fragt og som ambulancefly. Over 10.000 fly blev produceret i Long Beach, Santa Monica og Oklahoma City. Mellem Marts 1943 og August 1945 producerede fabrikken i Oklahoma City 5.354 stk. C-47.

## Operationel historie

### 2. verdenskrig
C-47 var af vital betydning for sucessen af mange allierede kampagner, i særdeleshed Guadalcanal og i junglen på Ny Guinea og Burma, hvor C-47 (og flådens version, R4D) gjorde det muligt for de alierede tropper at matche de japanske troppers mobillitet. C-47 blev benyttet til at nedkaste forsyninger til de hårdt pressede amerikanske tropper under belejringen af Bastogne. Den måske vigtigste militære rolle var beflyvningen af "The Hump" fra Indien ind i Kina. Ekspertisen der blev vundet ved flyvningerne over "The Hump" blev senere brugt under luftbroen til Berlin, hvor C-47 spillede en hovedrolle indtil den blev afløst af Douglas C-54 Skymaster.
En C-47 fløjet af piloten Moon Chin fra China National Airways Corporation (CNAC), som tidligere havde befløjet "The Hump" i flyet, havde en rolle i Doolittle-raidet. Moon Chin havde fået opgaven med at flyve fra Chungking til Myitkyina, en militærbase i Burma. Hans fly blev overfaldet af Japanske jagere, men han klarede at lande på en lille, skjult flyveplads og afventede at japanerene opgav forfølgelsen. Han planlagde at flyve videre til Myitkyina, når der var blevet ro. En passager, "en ubarberet, halvskaldet og afrakket udseende amerikaner" som var klædt i en blanding af civilt tøj og en hæruniform, foreslog at Chin fløj videre til Indien eftersom amerikaneren havde hørt at Myitkyina var faldet og i hænderne på japanerne. Da Chins C-47 ankom til Myitkyina, fandt han ud af at basen havde været under alvorligt bombardement og hundrede af mennesker myldrede rundt på pladsen. Det endte med at Chin fløj 68 passagerer og en besætning på fire (inklusive otte blinde passagerer der uden Chins viden havde gemt sig agterude) det sidste stykke vej til Indien. Efter ankomsten til Indien takkede den afrakkede amerikaner Kaptajn Chin og takkede ham for flyveturen. "Tro mig, Chin," begyndte han, "havde jeg vidst at De ville stoppe så mange mennesker ind i den gamle kasse, var jeg taget hjem den vej jeg kom." Chin spurgte hvilken vej det var, og amerikaneren svarede "Jeg fløj ind, via Tokyo". Amerikaneren var ingen anden end Oberstløjtnant Jimmy Doolittle som var på vej hjem efter det historiske raid imod Tokyo.
I Europa blev C-47 og den specialiserede variant til faldskærmstropper, C-53 Skytrooper, benyttet i stort antal i den sidste del af krigen, i særdeleshed til at slæbe militære svævefly og aflevere faldskærmstropper. Under den allierede invasion af Sicilien i Juli 1943 droppede C-47 i alt 4.381 allierede faldskærmstropper. Mere end 50.000 faldskærmstropper blev nedkastet af C-47-fly under de første dage af invasionen af Normandiet, Frankrig, i Juni 1944. Under Stillehavskrigen blev C-47 endda anvendt til hjemtransport af tropper fra kamppladserne i Fjernøsten og Oceanien; dette krævede omhyggelig planlægning af flyvningerne og 'hoppene' mellem landingsbanerne på Stillehavsøerne.
Storbitannien og Commonwealth-landene modtog omkring 2.000 stk. C-47 under Lend-Lease og navngav dem "Dakota" efter det britiske navngivningssystem, muligvis inspireret af akronymet "DACoTA" for Douglas Aircraft Company Transport Aircraft.
I Europa fik C-47 øgenavnet "gooney bird" blandt soldaterne; hverken C-47 eller albatrosser er kendt for deres elegance på jorden. Andre kilder mener dog at navnet rettelig tilhører en USMC R2D — den militære version af DC-2 — som var det første fly der landede på Midwayøerne, hjemstavn for de langvingede gooney birds: Laysan albatrosser.
Der blev i alt bygget 10.665 fly inden produktionen blev indstillet lige efter krigen. I Rusland og Japan blev der bygget 3400 fly på licens. General Eisenhower udtalte på et tidspunkt, at dette fly nok var en af de vigtigste stykker krigsmateriel på allierede side.

### Efter 2. verdenskrig
United States Air Force Strategic Air Command havde Skytrains i tjeneste fra 1946 til udgangen af 1967. US Air Forces 6th Special Operations Squadron fløj C-47 indtil 2008.
I den Indisk-Pakistanske krig i 1947, benyttede både Indiens Luftvåben og Det Pakistanske Luftvåben C-47 til at transportere forsyninger til de kæmpende tropper. Før uafhængigheden havde samtlige piloter og fly været en del af 'Royal Indian Air Force'.
Efter 2. verdenskrig blev tusinder af overskydende C-47 solgt til venligtsindede luftvåben - herunder Flyvevåbnet - eller blev afhændet til civil anvendelse som rutefly. De blev nærmest til standardudstyr i de fleste flyveselskaber; de var billige, lette at vedligeholde, efter datidens standard både rummelige og hurtige, og fungerede som en effektiv starthjælp for efterkrigstidens lufttransportindustri verden over.
Nogle er endnu i drift i dag, bl.a. ved Buffalo Airways. Enkelte bliver benyttet som privatfly.
Mens flyvningen i Europa før krigen hovedsageligt havde benyttet det metriske system, betød den overvældende dominans af C-47 og andre amerikanske overskudsfly at man i praksis skiftede over til at benytte sømil, knob og fod efter krigen.

#### Luftbroen til Berlin
C-47 oplevede sin måske største succes under Blokaden af Berlin.
Natten mellem den 23. og 24. juni 1948 gik lyset i hele Vestberlin ud. Alle veje ind var spærret, alle forsyninger fra den Sovjetiske besættelseszone afskåret. Berlin havde fødevarer til 36 dage, og brændsel til 45 dage. Efter en vis diskussion, blev de vestallierede enige om at forsyne de 2,2 millioner indbygger i Vestberlin via en luftbro. Allerede den 26. juni 1948, to dage efter starten på blokaden, landede den første amerikanske Douglas C-54-maskine med fødevarer i Flughafen Tempelhof.
På grund af militære nedskæringer efter krigen havde USA kun 96 C-47 i Europa, og RAF havde ca. 150. Flybroen startede med disse, og med de ganske få C-54 der var i Europa. Hvert C-47 kunne bære 3½ ton gods, og det var nødvendigt med ca. 5.000 tons dagligt. Alt hvad der havde vinger og kunne transportere gods, blev presset i tjeneste. Men de første kritiske dage, hvor der kun blev leveret 90 tons i døgnet, var det C-47 der klarede jobbet.
RAF leverede 40 Avro York med 10 tons lastkapacitet, Short Sunderland flyvebåde landede på floderne, og C-54, også med 10 ton lastekapacitet, begyndte at strømme ind i Vesttyskland. I Januar 1949 og frem var der 225 C-54 på opgaven.
Det lykkedes at forsyne Vestberlin. Den 12. Maj 1949 opgav USSR blokaden, og åbnede grænserne igen.

#### Vietnamkrigen
Adskillige C-47 variationer blev brugt under Vietnamkrigen af United States Air Force, heriblandt tre typer som var modificeret til avanceret elektronisk krigsførelse. De gik under øgenavnet "electric gooneys" og havde betegnelserne EC-47N, EC-47P, eller EC-47Q afhængigt af den anvendte motortype.
Air International, Miami International Airport, var et USAF militært depot som blev benyttet til at ombygge kommercielle DC-3 eller C-47 til militær anvendelse. Flyene ankom som kommercielle fly, indkøbt fra flyselskaber i den tredje verden, og blev komplet strippet ned, renoveret og genopbygget. Der blev installeret tanke til langdistanceflyvning, opgraderede flyinstrumenter og beslag til maskinvåben. De forlod depotet som førsteklasses militære fly, og blev sendt i tjeneste i Vietnam, hvor de udførte et væld af forskellige opgaver. 
EC-47 tjente også ved Vietnamesiske, Laotiske og Cambodianske luftvåben.
En bevæbnet "gunship" variation, med tre 7.62 mm Miniguns, designeret AC-47 "Spooky", kendt under øgenavnet "Puff the magic dragon", var i tjeneste med stor succes og blev stamfader til en række ildstøttefly.

#### Danmark
Efter 2. verdenskrig var der mange fly til overs, og mange blev solgt eller fordelt til andre lande via våbenhjælpen i 1950'erne.
Efter krigen havde det nystartede flyvevåben mangel på transportfly. I September 1953 blev de to første DC-3 indkøbt fra SAS; SAS havde betalt 125.000,- Nkr for et af flyene (den nuværende OY-BPB) i 1948 og solgte det efter flittig brug videre til flyvevåbnet for 588.200,- Dkkr.
 Disse fly blev i mindre grad ombygget til C-47 standard, bl.a. har de den ekstra navigationskuppel over cockpittet.
De to tidligere SAS-fly havde sæder som normale passagerfly og blev da også hovedsageligt anvendt som VIP-fly og ved almindelig transport af personel. De fik i 1966 "VIP-bemaling": hvid overside, aluminium nedenunder og to smalle sorte striber i skrogets længderetning.
Danmark fik yderligere 6 stk. C-47, denne gang som våbenhjælp fra USA. De ankom i Oktober 1956, og disse fly var 'ægte' C-47 fragtfly, som tidligere havde gjort tjeneste i Norge.
Vores C-47 blev benyttet til stort set alt, som man kunne benytte et fragtfly til. De fleste flyvninger foregik med gods og personel i det Europæiske område, men mange gik til Færøerne og Grønland. K-687, som nu står udstillet på Danmarks Flymuseum er den eneste af Flyvevåbnets C-47'ere, der har fløjet i Grønland med ski monteret under hjulene. Derudover har flyene deltaget i stort set alt: flyvninger for Jægerkorpset (faldskærmsudspring), flyvninger for Miljøstyrelsen (forureningsbekæmpelse), luftfotografering for Geodætisk Institut, kontrolflyvninger af flyvestationemes indflyvningshjælpemidler osv.
Under isvinteren 1955-56 frøs Storebælt til og sejlads mellem landsdelene blev umulig. Forsvaret startede sin egen transportrute under kodenavnet ICETRAIN, og holdt forbindelsen ved lige. ICETRAIN og det senere SHUTTLETRAIN fortsatte i en del år.
Tre af vores C-47 har endda været skuespillere; under optagelserne til krigsfilmen "A Bridge Too Far" ("Broen ved Arnhem") i 1976 var flyene bemalet som britiske og amerikanske C-47 fra 1944.
Efter mange års tjeneste var vores C-47 ved at være udslidte og temmelig dyre i drift. Tre af flyene blev taget ud af tjeneste i December 1980, de sidste fem i Juli 1982, efter i alt 29 års tjeneste. Afslutningen blev markeret ved at fire af flyene fløj i formation Danmark rundt.
Fire våbenhjælpsfly blev returneret til USA, hvor de fortsat holdes flyvende, og en blev overført til det hollandske flyvevåbens museum. De tre sidste er fortsat i Danmark.

## Super DC-3 (R4D-8)
Et stort antal DC-3 og militære overskuds C-47 blev anvendt kommercielt i USA i 1940'ne. Som svar på foreslåede ændringer i Civil Air Regulations' krav til luftdygtighed, som ville begrænse den fortsatte anvendelse af disse fly, tilbød Douglas sidst i 1940'ne en ombygning af DC-3 der ville give en bedre ydelse under start og under flyvning med kun en motor. Den nye model, DC-3S eller "Super DC-3", var 39 tommer (0,99 m) længere. Den kunne bære 30 passagerer og fløj hurtigere, for at kunne konkurrere med mere moderne rutefly. Tyngdepunktsforskydningen agterud blev modvirket af større haleflader og af nye, tilbagestrøgne ydervinger. Der blev installeret stærkere motorer med et ændret udstødningssystem, enten 1.475 hk (1.100 kW) Wright R-1820 Cyclone eller 1.450 hk (1.081 kW) Pratt & Whitney R-2000 Twin Wasp i forstørrede motorgondoler. Mindre ændringer var døre over hjulbrøndene, et delvist optrækkeligt halehjul, nitter der lå glat med overfladen, og antenner med lav luftmodstand. Alle ændringerne bidrog til en forøget tophastighed på 250 mph (400 km/t). Med mere end 75% af den originale DC-3/C-47 konfiguration ændret, var det modificerede design reelt et nyt fly. Den første DC-3S fløj den 23. Juni 1949.
Ændringene opfyldte de nye FAR 4B luftdygtighedskrav, og flyet fik en stærkt forbedret ydelse. Men der var kun ringe interesse for DC-3S blandt de små kommercielle operatører, der var målgruppen for flyet - ombygningen var for dyr. Der blev kun solgt tre til Capital Airlines. Derimod fik U.S. Navy og U.S. Marine Corps ombygget 100 stk. af deres R4D - fly til Super DC-3 standarden under navnet R4D-8, senere omdøbt til C-117D.

## Varianter

### USAF/USN/USMC designationer
C-47
Den oprindelige militære version af DC-3 med en firemands besætning (Pilot, Co-Pilot, Navigatør og Radiooperatør) og sæder til 27 mand langs indersiden af skroget. Ambulancefly kunne bære 18 bårer og en medicinsk besætning på tre. I alt 965 stk. blev bygget, inkl. 12 stk til United States Navy under navnet R4D-1.
C-47A
C-47 med et 24-volt elektrisk system. 5.254 stk. blev produceret, heraf nogle til USN kaldet R4D-5.
RC-47A
C-47A udstyret til fotorekognoscering og ELINT missioner.
SC-47A
C-47A udstyret til SAR missioner; omdøbt HC-47A i 1962.
VC-47A
C-47A udstyret til VIP transport.
C-47B
Forsynet med R-1830-90 motorer med totrins kompressorer for bedre ydelse i stor højde. Versionen var beregnet til Kina-Burma-Indien ruten. I alt 3.364 stk. bygget.
VC-47B
C-47B udstyret til VIP transport.
XC-47C
C-47 prøvefløjet med Edo Model 78 pontoner for potentiel anvendelse som vandflyver.
C-47D
C-47B med andet kompressortrin sat ud af drift eller fjernet efter krigen.
AC-47D Spooky
Luftstøttefly med tre sidemonterede .30 in (7.62 mm) Minigun maskingeværer af Gatling-typen.
EC-47D
26 stk. C-47D indrettet af Hayes i 1953 til kalibrering af elektronisk udstyr; op til 1962 havde de navnet AC-47D.
NC-47D
C-47D modificeret til forskellige testformål.
RC-47D
C-47D udstyret til fotorekognoscering og ELINT missioner.
SC-47D
C-47D udstyret til SAR missioner; omdøbt HC-47D i 1962.
VC-47D
C-47D udstyret til VIP transport.
C-47E
Modificeret fragtfly med plads til 27–28 passagerer, eller 18–24 bårer som luftambulance.
C-47F
Omdøbt YC-129 - Super DC-3 prototype benyttet til evaluering af USAF, senere overført til USN som XR4D-8.
C-47L/M
C-47H/J udstyret til support af American Legation United States Naval Attache (ALUSNA), og til flyvninger for Military Assistance Advisory Group (MAAG).
EC-47N/P/Q
C-47A og D fly, modificeret til ELINT/ARDF missioner. N og P dækker forskellige radiobånd, Q erstatter analogt udstyr fra N og P med digitalt udstyr, omdesignede antenner og opgraderede motorer.
C-47R
En C-47M modificeret til anvendelse i store højder, specifikt til flyvninger i Ecuador.
C-53 Skytrooper
Troppetransport-version af C-47. Den manglede det forstærkede fragtgulv, den store fragtdør i siden og hejseværket som den normale C-47 havde. Den var udelukkende beregnet til troppetransport, og kunne bære 28 passagerer i fast installerede metalsæder på langs i skroget; almindelige passagerfly har sæderne på tværs. 221 stk. blev produceret.
XC-53A Skytrooper
Et testfly, i Marts 1942 blev det forsynet med flaps i hele vingens længde, og et varmluftsystem i vingens forkant beregnet til afisning. Den blev ombygget til standard C-53 konfiguration i 1949, og solgt som militært overskud.
C-53B Skytrooper
Vintertilpasset langdistance arktisk udgave af C-53 med ekstra brændstoftanke i skroget og en seperat kuppel til navigatøren, med henblik på astronomisk navigation; i alt otte bygget.
C-53C Skytrooper
C-53 med en større dør i bagbords side; 17 stk. bygget.
C-53D Skytrooper
C-53C med 24V DC elektrsk system og de 28 sæder fastgjort direkte på siden af skroget; 159 stk. produceret.
C-117A Skytrooper
C-47B med 24 sæder arrangeret som i et standard passagerfly, beregnet til stabstransport. 16 stk. bygget.
VC-117A
Tre omdøbte C-117, benyttet til VIP transport.
SC-117A
En C-117C konverteret til SAR formål.
C-117B/VC-117B
2. kompressortrin fjernet, en stk bygget, alle senere konverteret fra C-117A og kaldt VC-117B.
C-117D
USN/USMC R4D-8 omdøbt til C-117D i 1962.
LC-117D
USN/USMC R4D-8L omdøbt til LC-117D i 1962.
TC-117D
USN/USMC R4D-8T omdøbt til TC-117D i 1962.
VC-117D
USN R4D-8Z omdøbt til VC-117D i 1962.
YC-129
Super DC-3 prototype benyttet til evaluering af USAF, omdøbt til C-47F og senere overført til USN som XR4D-8. Wright R-1820 motorer tunet til 1425 hk.
CC-129
De Canadiske styrkers navn for C-47 efter 1970.
XCG-17
En C-47 testet som 40-sæders troppetransport-svævefly med motorerne fjernet og hullerne efter dem afdækket.
R4D-1 Skytrain
USN/USMC navn for C-47.
R4D-3
20 stk. C-53C overført til USN.
R4D-5
C-47A variant med 24-volt elektrisk system til erstatning for det oprindelige 12-volt system fra C-47; omdøbt C-47H i 1962, 238 stk. overført fra USAF.
R4D-5L
R4D-5 tilpasset anvendelse i Antarktis. Omdøbt LC-47H i 1962. Fotos af typen viser at de typiske underhængende oliekølere i en R-1830 motorinstallation var fjernet; de var tilsyneladende overflødige i de kolde polarområder.
R4D-5Q
R4D-5 anvendt som særlig ECM træner. Omdøbt til EC-47H i 1962.
R4D-5R
R4D-5 anvendt til transport af 21 stk. personnel transport, og som træningsfly; omdøbt til TC-47H i 1962
R4D-5S
R4D-5 anvendt som særlig ASW træner; omdøbt til SC-47H i 1962.
R4D-5Z
R4D-5 anvendt som VIP transport; omdøbt til VC-47H i 1962.
R4D-6
157 stk.C-47B overført til USN; omdøbt C-47J i 1962.
R4D-6L, Q, R, S og Z
Varianter af R4D-5 serien; omdøbt til henholdsvis LC-47J, EC-47J, TC-47J, SC-47J og VC-47J i 1962
R4D-7
44 stk. TC-47B overført fra USAF til anvendelse som navigationstræner; omdøbt til TC-47K i 1962.
R4D-8
R4D-5 og R4D-6 ombyggede fly med forlænget skrog og Wright R-1820 motorer, udstyret med modificerede vinger og omdesignede haleflader; omdøbt til C-117D i 1962.
R4D-8L
R4D-8 ombygget til anvendelse i Antarktis, omdøbt LC-117D i 1962.
R4D-8T
R4D-8 ombygget til besætningstræning, omdøbt til TC-117D i 1962
R4D-8Z
R4D-8 ombygget til stabstransport, omdøbt til VC-117D i 1962

### RAF designationer
Dakota I
RAFs navn for C-47 og R4D-1.
Dakota II
RAFs navn for ni C-53 Skytrooper, modtaget under lend-lease aftalen. I modsætning til de fleste andre Dakotas var disse fly dedikerede troppetransportfly.
Dakota III
RAFs navn for C-47A.
Dakota IV
RAFs navn for C-47B.
Airspeed AS.61
Ombygning af Dakota I fly.
Airspeed AS.62
Ombygning af Dakota II fly.
Airspeed AS.63
Ombygning af Dakota III fly.

## Operatører
Listen er omfattende: få fly har vundet samme udbredelse. I noget af kildematerialet har der generelt været anvendt navnet 'Dakota' i stedet for 'Skytrain', typerne bør derfor tages med et vist forbehold.
| Argentina - Argentinas Hærs Flyverafdeling (spansk: Comando de Aviación Ejército Argentino) - 6 stk. C-47A og 2 stk. C-47B i årene 1954 - 1968, 1 stk. C-53-DO i 1960. - Argentinas Flådes Flyverafdeling (spansk: Comando de Aviación Naval Argentina) - 14 stk. C-47A og en enkelt C-47B i årene 1946 - 1979. Australien - Det Australske luftvåben (Royal Australian Air Force) - 128 stk. C-47 Dakota i årene 1943 - 1998. - Den australske flådes Flyvetjeneste (Royal Australian Navy - Fleet Air Arm (RAN)) - 4 stk. C-47A Dakota i årene 1949 - 1977. Belgien - Det Belgiske Luftvåben (nederlandsk: Luchtcomponent, fransk: Composante air) - 42 stk. C-47 Dakota i årene 1946 - 1976. Benin - Benins Luftvåben (Force Aerienne du Benin) - ingen data. Biafra - Biafras Luftvåben - 6 stk. C-47 Dakota, opkøbt forskellige steder, 1967 - 1968. Bangladesh - Bangladesh' luftvåben [Bangladesh Defence Force Air Wing) - ingen data. Bolivia - Bolivia's Luftvåben (spansk: Fuerza Aérea Boliviana, FAB) - 33 stk. C-47 Skytrain, taget i brug 1945. Flyet er stadig i tjeneste. Brasilien - Brasiliens Luftvåben (Brazilian Air Force, portugisisk: Força Aérea Brasileira, FAB) - ingen data. Burma - Burma's Luftvåben (Myanmar Air Force (burmesisk: တပ်မတော် (လေ)) - 17 stk. C-47 Skytrain, indkøbt fra forskellige civile kilder, anvendt 1950 - 1978. Cambodja - Cambodjas Kongelige Luftvåben (Royal Cambodian Air Force) - muligvis 13 stk. C-47, indkøbt fra forskellige lande. I tjeneste 1954 - 1970. Canada - Det canadiske luftvåben (Royal Canadian Air Force) - 173 stk. C-47 Dakota, i tjeneste fra 1968 - 1990. Chad - Chads Luftvåben (Force Aerienne Tchadienne) - ingen data. Chile - Det Chilenske Luftvåben (spansk: Fuerza Aérea de Chile) - 23 stk. C-47 Skytrain, i tjeneste 1947 - 1980. - Den Chilenske flådes Flyvetjeneste (spansk: Servicio de Aviación de la Armada de Chile) - 5 stk. C-47 Skytrain, i tjeneste 1969 - 1979. Colombia - Colombias Luftvåben (spansk: Fuerza Aérea Colombiana, FAC) - 65 stk. Douglas C-47 Skytrain, i tjeneste fra 1944. Typen er stadig i drift. Congo - Republikken Congos Luftvåben (Force Aerienne Congolaise) - ingen data. Demokratiske Republik Congo - Den Demokratiske Republik Congos Luftvåben (Force Aerienne Congolaise) - ingen data. Cuba - Cubas Luftvåben (Cuban Revolutionary Air and Air Defense Force, spansk: Defensa Anti-Aérea Y Fuerza Aérea Revolucionaria, DAAFAR) - 12 stk. C-47 Dakota, tjenestegørende i årene 1946 - 1967. Danmark - Flyvevåbnet - 8 stk. C-47 Dakota, i tjeneste fra 1953 til 1982. De to første var dog brugte DC-3, indkøbt fra SAS. Dominikanske Republik - Det Dominikanske Luftvåben (spansk: Fuerza Aérea de República Dominicana) - 14 stk. C-47 Skytrain, i tjeneste 1954 - 1998. Ecuador - Ecuadors Luftvåben (spansk: Fuerza Aérea Ecuatoriana) - 18 stk. C-47 Skytrain, tjente fra 1946 - 1982. Egypten - Det Egyptiske Luftvåben (Egyptian Air Force (EAF); arabisk: القوات الجوية المصرية) - ingen data. Elfenbenskysten - Elfenbenskystens Luftvåben (Force Aerienne de Cote d’Ivoire) - ingen data. El Salvador - Det Salvadorianske Luftvåben (spansk: Fuerza Aérea de El Salvador) - 15 stk. C-47 Dakota fra 1947, dertil 5 stk. AC-47 Dakota taget i brug 1984. Det vides ikke om flyene stadig gør tjeneste. Etiopien - Etiopiens Luftvåben (Ethiopian Air Force (ETAF); Amharic: የኢትዮጵያ አየር ሃይል, Ye Ithopya Ayer Hayl) - ingen data. Filippinerne - Filippinernes Luftvåben (Tagalog: Hukbong Himpapawid ng Pilipinas; spansk: Fuerza Aérea Filipina) - ingen data. Finland - Finlands Luftvåben (Finnish Air Force(FAF eller FiAF) finsk: Ilmavoimat) - 9 stk C-47 Dakota, anvendt i årene 1960 - 1984. Flyene var tidligere i civil anvendelse. Frankrig - Det franske luftvåben (fransk: Armée de l'air) - 261 stk. C-47 Dakota, i tjeneste 1945 - 1984. - Den Franske Flådes Lufttjeneste (fransk: Aeronavale) - 29 stk. C-47D Dakota, i tjeneste 1947 - 1984. Gabon - Gabons Luftvåben (fransk: Force Aeriennes Gabonaises) - ingen data. Grækenland - Grækenlands Luftvåben (Hellenic Air Force (HAF) græsk: Πολεμική Αεροπορία, Polemikí Aeroporía) - en blanding af 91 C-47A/B fra USA og UK; både Skytrains og Dakotaer, i tjeneste fra 1945 - 2007. Guatemala - Guatemalas Luftvåben (spansk: Fuerza Aérea Guatemalteca, FAG) - i alt 18 stk. C-47 Dakota, i brug fra 1945. Flyene er muligvis i brug endnu. Haiti - Haitis Væbnede Styrker (Armed Forces of Haiti, fransk: Forces Armées d'Haïti, FAd'H) - 7 stk. C-47, i tjeneste fra 1948. Flyene var i brug til 1998, selv om luftvåbnet blev nedlagt i 1994. Holland - Det hollandske luftvåben (nederlandsk: Koninklijke Luchtmacht, KLu) - 20 stk. C-47 Dakota, i tjeneste 1953 - 1964. - Den Hollandske Flådes Lufttjeneste (Netherlands Naval Aviation Service, nederlandsk: Marine-Luchtvaartdienst, MLD) - 20 stk. C-47 Dakota, i tjeneste 1945 - 1961. tilsyneladende blev nogle af disse fly delt med KLu. Honduras - Honduras' Væbnede Styrker (Armed Forces of Honduras, spansk: Fuerzas Armadas de Honduras) - 20 stk. C-47 Skytrain, trådt i tjeneste 1947. Flyene er stadig i brug. Indien - Indiens Luftvåben ('Royal Indian Air Force', senere 'Indian Air Force', (Sanskrit) भारतीय वायु सेना, Bhāratīya Vāyu Senā) - ingen data. Indonesien - Indonesiens Luftvåben (indonesisk: Tentara Nasional Indonesia-Angkatan Udara, TNI–AU) - ingen data. Iran - Det iranske luftvåben (Imperial Iranian Air Force (IIAF)) - ingen data. Israel - Israels Luftvåben (Heyl Ha'Avir hebraisk: זרוע האוויר והחלל, Zroa HaAvir VeHaḤalal) - 34 stk. C-47 Dakota, i tjeneste mellem 1948 - 2001. Italien - Italiens Luftvåben (italiensk: Aeronautica Militare; AM) - 19 stk. C-47 Dakota og 8 stk C-53, i tjeneste fra 1949 til 1990. Japan - Japans Luftvåben (Japan Air Self-Defense Force (航空自衛隊 Kōkū Jieitai), JASDF) - ingen data. I årene op til og under 2. verdenskrig, licensbyggede Japanerne 487 stk. Showa/Nakajima L2D, som er en mellemting mellem DC-3 og C-47; det var Japanernes mest udbredte transportfly under krigen. Jordan - Det Kongelige Jordanske Luftvåben (Royal Jordanian Air Force (RJAF); arabisk: سلاح الجو الملكي الأردني , Silāḥ ul-Jawu al-Malakī ’al-Urdunī) - to C-47 Dakota i årene 1966 - 1977. Jugoslavien - Jugoslaviens Luftvåben (serbokroatisk: Jugoslavensko Ratno zrakoplovstvo, Југословенско Ратно ваздухопловство) - 35 stk. C-47 Dakota i tjeneste mellem 1945 og 1976, dertil 11 stk. Lisunov Li-2 Cab, i tjeneste mellem 1945 - 1971. Kina - Folkets Befrielseshærs Luftvåben (People's Liberation Army Air Force (PLAAF), 中国人民解放军空军) - ingen data. Laos] - Det Kongelige Laotiske Luftvåben (Royal Lao Air Force, (fransk: Aviation royale laotiènne – AVRL) - Omkring 15 stk. C-47 Skytrain, taget i brug 1975, udtrådt af tjeneste engang i 1990'erne. Libyen - Libyens Luftvåben (arabisk: القوات الجوية الليبية) - ingen data. Madagaskar - Madagaskars Luftvåben (Armée de l’Air Malgache) - ingen data. Malawi - Malawi's væbnede styrker (Malawian Defence Force) - ingen data. Mali - Malis Luftvåben (Force Aerienne de la Reublique du Mali) - ingen data. | Mauretanien - Mauretaniens Luftvåben (Force Aerienne Islamique de Mauritanie) - ingen data. Marokko - Marokkos Luftvåben (Royal Moroccan Air Force (RMAF), arabisk: القوات الجوية الملكية; Berber: Adwas ujenna ageldan; French: Forces royales air) - ingen data. Mexico - Mexico's Luftvåben (spansk: Fuerza Aérea Mexicana, FAM) - ingen data. New Zealand - Det newzealandske luftvåben (Royal New Zealand Air Force (RNZAF), Maori: Te Tauaarangi o Aotearoa) - 49 stk. C-47 Dakota, i tjeneste 1943 - 1979. Nicaragua - Nicaraguas Luftvåben (spansk: Fuerza Aérea de Nicaragua, FAN) - 13 stk. C-47, i tjeneste 1948 - 1998. Niger - Nigers Luftvåben (Armée de l’Air du Niger) - ingen data. Nigeria - Nigerias Luftvåben (Nigerian Air Force) - ingen data. Nordrhodesia - - ingen data. Norge - Det norske luftvåben (norsk: Luftforsvaret) - 14 stk. C-47 Dakota, i tjeneste fra 1945 - 1974. Oman - Omans Kongelige Luftvåben (Royal Air Force of Oman, RAFO — سلاح الجو السلطاني عمان - Silāḥ al-Jaww as-Sulṭāniy ‘Umān) - to C-47 Dakota, benyttet 1969 - 1972. Pakistan - Det Pakistanske Luftvåben (Pakistan Air Force (PAF), urdu: پاک فِضائیہ) - ingen data. Panama - Panamas Luftvåben (Panamanian Air force, spansk: Fuerza Aérea Panameña) - 4 stk. C-47A Skytrain i tjeneste fra 1969 - 1984. Papua Ny Guinea - Papua Ny Guineas Forsvarsstyrker (Papua New Guinea Defence Force) - 6 stk. C-47B Dakota, indkøbt fra Australien, i tjeneste 1975 - 1988. Paraguay - Paraguays Luftvåben (Paraguayan Air Force, spansk: Fuerza Aérea Paraguay) - 34 stk. C-47 Dakota, i tjeneste 1953 - 1999. - Paraguays Flådes Flyvetjeneste (Paraguayan Naval Aviation, spansk: Aviación Naval Paraguaya) - en enkelt Dakota, benyttet i årene 1979 - 1981. Peru - Det Peruvianske Luftvåben (spansk: Fuerza Aérea del Perú, FAP) - 28 stk. C-47 Skytrain i tjeneste 1947 - 1983. - Perus Flådes Flyvetjeneste (Fuerza Aviación Naval del Perú) - 11 stk. C-47 i tjeneste fra 1966. Det vides ikke om flyene endnu gør tjeneste. Polen - Polens Luftvåben (Polska Wojska Lotnicze i Obrony Powietrznej) - 17 stk. C-47A Dakota III, overført fra RAF, i tjeneste fra 1944 og formodentligt til 1960. Derudover 10 stk russisk-byggede Lisunov Li-2 Cab, i tjeneste 1944 - 1974. Portugal - Det Portugisiske Luftvåben (portugisisk: Força Aérea Portuguesa, FAP) - 29 stk. C-47 Dakota, i tjeneste fra 1952 til 1976. Rhodesia - - ingen data. Rumænien - Rumæniens Luftvåben (Fortele Aeriene Române) - Nitten eller flere Lisunov Li-2 (C-47 licensbygget i USSR) i årene 1951 - 1974. Rwanda - Rwandas Luftvåben (Force Aerienne Rwandaise) - ingen data. Saudi-Arabien - Det Kongelige Saudiarabiske Luftvåben ((arabisk: القوات الـجوية الـملكية الـسعودية, al-quwwāt al-ğawwiyyah al-malakiyyah as-suʿūdiyyah)) - ingen data. Senegal - Senegaesiske Luftvåben (Armee de l’Air du Senegal) - ingen data. Singapore - Singapores Luftvåben (Republic of Singapore Air Force, RSAF) - En enkelt Dakota, taget i tjeneste i 1975. Det vides ikke om flyet stadig er i tjeneste. Somalia - Somalias Luftvåben (Somali Air Force) - ingen data. Sovjetunionen - Sovjetunionens Luftvåben (russisk: Военно-воздушные силы СССР, tr. Vojenno-vozdusjnyje sily SSSR) - ingen data. Der blev bygget over 3.000 fly på licens under navnet Lisunov Li-2. Spanien - Spaniens Luftvåben (spansk: Ejército del Aire) - 67 stk. C-47, i tjeneste fra 1947 til 1980. Sri Lanka - Sri Lankas Luftvåben (Sri Lankan Air Force) - ingen data. Storbritannien - Royal Air Force - antallet er usikkert. - Royal Navy - mere end en Dakota IV (antallet er usikkert), overtaget fra RAF, i tjeneste 1945 - 1946. Sverige - Det Svenske Flyvevåben (svensk: Flygvapnet) - 8 stk. C-47 i tjeneste i årene 1949 - 1984. Sydafrika - Sydafrikas Luftvåben (South African Air Force, SAAF) - ingen data. Sydkorea - Den Koreanske Republiks Luftvåben (koreansk: 대한민국 공군; Hanja: 大韓民國 空軍; Daehanminguk Gong-gun) - ingen data. Syrien - Syriens Luftvåben (The Syrian Arab Air Force; arabisk: القوات الجوية العربية السورية, Al Quwwat al-Jawwiyah al Arabiya as-Souriya) - ingen data. Taiwan - Taiwans Luftvåben (Republic of China Air Force (ROCAF), kinesisk: 中華民國空軍; pinyin: Zhōnghuá Mínguó Kōngjūn) - ingen data. Thailand - Det Kongelige Thailandske Luftvåben (Royal Thai Air Force, RTAF; thai: กองทัพอากาศไทย, Kong Thap Akat Thai)) - 32 stk. C-47 fra 1948; 14 stk. AC-47 fra 1975; 6 stk. RC-47 fra 1976, alle flyene udgik i 1998. Derudover en enkelt EC-47D i tjeneste 1964 - 1966. Tjekkoslovakiet - Tjekkoslovakiets Luftvåben - (Czechoslovak Air Force; Tjekkisk: Československé vojenské letectvo) - 25 stk. C-47 Dakota i årene 1945 - 1960. Togo - Togos Luftvåben (Force Aerienne Togolaise) - ingen data. Tyrkiet - Tyrkiets Luftvåben (tyrkisk: Türk Hava Kuvvetleri) - ikke mindre end 110 stk. C-47, i tjeneste fra 1946. De sidste udgik i 1998. Nazi Tyskland - Nazitysklands luftvåben (Luftwaffe) - et ukendt antal fly, taget som krigsbytte 1939 - 1945. Tyskland - Tysklands Luftvåben (Luftwaffe) - Benyttede 21 stk. C-47 Dakota i årene 1956 - 1976. Uganda - Ugandas Folkeforsvars Luftvåben [Ugandan People's Defence Air Force) - ingen data. Ungarn - Ungarns Luftvåben (Magyar Honvédség Repülö Csapatai) - 25 stk. Lisunov Li-2, en USSR-licensbygget C-47, i tjeneste fra 1949 - 1973. Uruguay - Uruguays Luftvåben (spansk: Fuerza Aérea Uruguaya) - i alt 22 stk. C-47 Skytrain, i tjeneste i årene 1946 til 1988. United States - United States Air Force - ukendt antal, sandsynlivis op imod 10.000 stk. af alle typer. - United States Marine Corps - et ukendt antal R4D og TC117D fra 1942 og frem. Venezuela - Venezuelas Luftvåben (spansk: Fuerza Aérea Venezolana, FAV) - 20 stk. C-47 Skytrain i tjeneste fra 1947. Det vides ikke om typen stadig er i drift. Vietnam - Det Vietnamesiske Folks Luftvåben - ingen data. Sydvietnam - SydVietnams Luftvåben (South Vietnam Air Force eller Vietnam Air Force, VNAF; Vietnamesisk: Không lực Việt Nam Cộng hòa, KLVNCH) - ingen data. Yemen - Yemens luftvåben (Yemeni Air Force) - ingen data. Zaire - Zaires Luftvåben - ingen data. Zambia - Zambias Luftvåben (Zambian Air Force, ZAF) - ingen data. |

## Overlevende fly
Der findes både flyvende eksemplarer og statisk udstillede museumseksemplarer verden over i stort tal. Det vil komme for vidt at opremse dem alle.
Her i Danmark har Danmarks Flymuseum statisk udstillet Flyvevåbnets K-687, som bl.a. har befløjet Grønland med ski under hjulene.
Foreningen for Flyvende Museumsfly (FFFM) ejer OY-BPB, som er den sidste af Flyvevåbnets DC-3/C-47 fly der er i flyvedygtig stand. Den kom oprindelig til Norge under Lend-Lease aftalen, blev solgt til SAS hvor den fløj som LN-IAT og bar navnet "Terje Viking", og kom endelig til Flyvevåbnet som K-682. Foreningen DC-3 Vennerne holder den i flyvedygtig stand. Den er baseret i Roskilde Lufthavn, men flyver over hele landet.
Den sidste af de tre danske fly er udstillet i Danmarks Tekniske Museums flysamling. K-681 er blevet malet om og udstillet i SAS-farver som OY-DDA "Sven Viking".

## Specifikationer (C-47B-DK)
| Besætning:         | 4                                          | Pilot, Co-pilot, Navigatør, Radiooperatør |
| Kapacitet:         | 28 tropper                                 | 6.000 lb/2.700 kg fragt                   |
| Længde:            | 63 ft. 9 in.                               | 19,43 m                                   |
| Højde:             | 17 ft. 0 in.                               | 5,18 m                                    |
| Spændvidde:        | 95 ft. 6 in.                               | 29,41 m                                   |
| Vingeareal:        | 987 ft²                                    | 91,70 m²                                  |
| Vingeprofil:       | NACA2215/NACA2206                          |                                           |
| Tomvægt:           | 18.135 lb                                  | 8.226 kg                                  |
| Max. vægt:         | 26.000 lb                                  | 11.793 kg                                 |
| Max. takeoff vægt: | 31.000 lb                                  | 14.061 kg                                 |
| Motor:             | 2 stk Pratt & Whitney R-1830-90C Twin Wasp | 14-cylindret Stjernemotor                 |
| Effekt, hver:      | 1.200 hk                                   | 895 kW                                    |
| Propel:            | 2 stk.                                     | 3-bladet                                  |
| Max. fart:         | 224 mph                                    | 195 kn, 360 km/t @ 10.000 ft (3,050 m)    |
| Marchfart:         | 160 mph                                    | 139 kn, 257 km/t                          |
| Rækkevidde:        | 1.600 miles                                | 1.391 nmi, 2.575 km                       |
| Envejs:            | 3.600 miles                                | 3.130 nmi, 5.795 km                       |
| Max.flyvehøjde:    | 26,400 ft.                                 | 8.045 m                                   |
| Stigehastighed:    | 9½ min. op til                             | 10.000 ft (3.050 m)                       |

### Fodnoter
1. ↑  "C-47 Skytrain." Arkiveret 14. december 2012 hos  Wayback Machine Boeing. Retrieved: 1 August 2010.
2. 1 2  Parker 2013, pp. 13, 35, 37, 39, 45-47.
3. ↑  Wilson, Stewart. Aircraft of WWII. Fyshwick, ACT, Australia: Aerospace Publications Pty Ltd., 1998. ISBN 1-875671-35-8.
4. ↑  Parker 2013,pp. 37, 39, 45-47.
5. ↑  Herman 2012, pp. 202-203, 227.
6. ↑  THE DC-3: Story of a Fabulous Airplane, by Col Carroll Glines and Lt Col Wendell Mosely, (c) 1966, NY: J P Lippincott Co
7. ↑  Cacutt, Len. "The World's Greatest Aircraft," Exeter Books, New York, NY, 1988. ISBN 0-7917-0011-9.
8. ↑  "History: Douglas C-47 Skytrain Military Transport" Arkiveret 28. oktober 2020 hos  Wayback Machine. Boeing. Retrieved: 14 July 2015.
9. 1 2  O'Rourke, G.G, CAPT USN. "Of Hosenoses, Stoofs, and Lefthanded Spads". United States Naval Institute Proceedings, July 1968.
10. ↑  C-47/R4D Skytrain units of the Pacific and CBI, David Isby, Osprey Combat Aircraft #66, Osprey Publishing Limited, 2007
11. ↑  "Chronological History of the EC-47's Location by Tail Number." Arkiveret 8. oktober 2020 hos  Wayback Machine ec47.com. Retrieved: 7 April 2009.
12. ↑  Rickard, J. "Douglas EC-47N" Arkiveret 23. april 2020 hos  Wayback Machine. historyofwar.org, 12 November 2008. Retrieved: 7 April 2009.
13. 1 2 3  "OY-BPB" Arkiveret 19. marts 2017 hos  Wayback Machine DC-3 Vennerne. Besøgt 17 Marts 2017.
14. 1 2 3 4  "Douglas C-47" Arkiveret 20. marts 2017 hos  Wayback Machine Danmarks Flymuseum - Besøgt 19 Marts 2017.
15. 1 2 3 4 5 6  "Dakota" Arkiveret 20. marts 2017 hos  Wayback Machine Draken.dk - Besøgt 19 Marts 2017.
16. ↑  "Super DC-3." Arkiveret 7. august 2016 hos  Wayback Machine dc3history.org. Retrieved: 23 June 2010.
17. ↑  Francillon 1979, pp. 464–465.
18. ↑  Francillon 1979, pp. 466–467.
19. ↑  "Aviation in Long Pants" (photo of XC-47C). Popular Mechanics, July 1944.
20. ↑  "DC-3s On Floats." Arkiveret 27. oktober 2020 hos  Wayback Machine YouTube, 8 November 2008. Note: den første del indeholder sjældne optagelser fra 2. verdenskrig, og kommentarer af XC-47C projektmanageren.
21. ↑  Aeroflight: Argentina Army Arkiveret 28. februar 2017 hos  Wayback Machine Besøgt 11 Marts 2017
22. ↑  Aeroflight: Argentina Naval Arkiveret 9. november 2016 hos  Wayback Machine Besøgt 11 Marts 2017
23. ↑  Aeroflight: Australia RAAF Arkiveret 10. juli 2019 hos  Wayback Machine Besøgt 11 Marts 2017
24. ↑  Aeroflight: Australia RAN Arkiveret 10. juli 2019 hos  Wayback Machine Besøgt 11 Marts 2017
25. ↑  Aeroflight: Belgian Airforce Arkiveret 19. marts 2017 hos  Wayback Machine Besøgt 11 Marts 2017
26. ↑  Aeroflight: Biafra Arkiveret 20. februar 2020 hos  Wayback Machine Besøgt 11 Marts 2017
27. ↑  Aeroflight: Bolivia Arkiveret 4. april 2016 hos  Wayback Machine Besøgt 11 Marts 2017
28. ↑  Aeroflight: Burma Arkiveret 5. juli 2017 hos  Wayback Machine Besøgt 11 Marts 2017
29. ↑  Aeroflight: Cambodia Arkiveret 18. februar 2020 hos  Wayback Machine Besøgt 11 Marts 2017
30. ↑  "Douglas DC-3 (CC-129) Dakota." Arkiveret 11. juni 2011 hos  Wayback Machine DND - Canada's Air Force. Retrieved: 14 October 2009.
31. ↑  Aeroflight: Canada Arkiveret 3. december 2010 hos  Wayback Machine Besøgt 11 Marts 2017
32. ↑  Aeroflight: Chile airforce Arkiveret 21. februar 2017 hos  Wayback Machine Besøgt 11 Marts 2017
33. ↑  Aeroflight: Chile naval Arkiveret 18. februar 2020 hos  Wayback Machine Besøgt 11 Marts 2017
34. ↑  Aeroflight: Colombia Arkiveret 23. oktober 2019 hos  Wayback Machine Besøgt 11 Marts 2017
35. ↑  Aeroflight: Cuba Arkiveret 22. februar 2017 hos  Wayback Machine Besøgt 11 Marts 2017
36. ↑  Aeroflight: Denmark Arkiveret 2. november 2018 hos  Wayback Machine Besøgt 11 Marts 2017
37. ↑  Aeroflight: DomRep Arkiveret 4. marts 2017 hos  Wayback Machine Besøgt 12 Marts 2017
38. ↑  Aeroflight: Equador Arkiveret 10. november 2016 hos  Wayback Machine Besøgt 12 Marts 2017
39. ↑  Aeroflight: El Salvador Arkiveret 10. marts 2016 hos  Wayback Machine Besøgt 12 Marts 2017
40. ↑  Aeroflight: Finland Arkiveret 21. august 2017 hos  Wayback Machine Besøgt 12 Marts 2017
41. ↑  Aeroflight: French AF Arkiveret 11. juli 2019 hos  Wayback Machine Besøgt 12 Marts 2017
42. ↑  Aeroflight: French Navy Arkiveret 30. januar 2020 hos  Wayback Machine Besøgt 12 Marts 2017
43. ↑  Aeroflight: Greece AF Arkiveret 16. september 2011 hos  Wayback Machine Besøgt 12 Marts 2017
44. ↑  Aeroflight: Guatemala Arkiveret 18. oktober 2017 hos  Wayback Machine Besøgt 12 Marts 2017
45. ↑  Aeroflight: Haiti Arkiveret 4. marts 2017 hos  Wayback Machine Besøgt 12 Marts 2017
46. ↑  Aeroflight: Netherland AF Arkiveret 4. marts 2017 hos  Wayback Machine Besøgt 12 Marts 2017
47. ↑  Aeroflight: Netherland Navy Arkiveret 17. februar 2020 hos  Wayback Machine Besøgt 12 Marts 2017
48. ↑  Aeroflight: Honduras Arkiveret 11. juli 2019 hos  Wayback Machine Besøgt 12 Marts 2017
49. ↑  Aeroflight: Israel Arkiveret 26. juli 2019 hos  Wayback Machine Besøgt 12 Marts 2017
50. ↑  Aeroflight: Italy Arkiveret 10. august 2017 hos  Wayback Machine Besøgt 12 Marts 2017
51. ↑  Aeroflight: Jordan Arkiveret 19. marts 2017 hos  Wayback Machine Besøgt 12 Marts 2017
52. ↑  Aeroflight: Serbia Arkiveret 18. februar 2020 hos  Wayback Machine Besøgt 17 Marts 2017
53. ↑  Aeroflight: Laos Arkiveret 17. februar 2020 hos  Wayback Machine Besøgt 12 Marts 2017
54. ↑  Aeroflight: New Zealand Arkiveret 13. juli 2019 hos  Wayback Machine Besøgt 12 Marts 2017
55. ↑  Aeroflight: Nicaragua Arkiveret 19. marts 2017 hos  Wayback Machine Besøgt 12 Marts 2017
56. 1 2  "Trade Registers". Armstrade.sipri.org. Arkiveret fra originalen 10. oktober 2017. Hentet 2013-06-20.
57. ↑  Aeroflight: Norway Arkiveret 19. marts 2017 hos  Wayback Machine Besøgt 13 Marts 2017
58. ↑  Aeroflight: Oman Arkiveret 13. juli 2019 hos  Wayback Machine Besøgt 13 Marts 2017
59. ↑  Aeroflight: Panama Arkiveret 4. marts 2017 hos  Wayback Machine Besøgt 13 Marts 2017
60. ↑  Aeroflight: PNG Arkiveret 19. marts 2017 hos  Wayback Machine Besøgt 13 Marts 2017
61. ↑  Aeroflight: Paraguay-af Arkiveret 4. marts 2017 hos  Wayback Machine Besøgt 13 Marts 2017
62. ↑  Aeroflight: Paraguay-nav Arkiveret 28. september 2020 hos  Wayback Machine Besøgt 13 Marts 2017
63. ↑  Aeroflight: Peru af Arkiveret 19. juli 2019 hos  Wayback Machine Besøgt 13 Marts 2017
64. ↑  Aeroflight: Peru navy Arkiveret 19. marts 2017 hos  Wayback Machine Besøgt 13 Marts 2017
65. ↑  Aeroflight: Poland Arkiveret 11. juli 2016 hos  Wayback Machine Besøgt 13 Marts 2017
66. ↑  Aeroflight: Portugal Arkiveret 18. februar 2020 hos  Wayback Machine Besøgt 14 Marts 2017
67. ↑  Aeroflight: Romania Arkiveret 8. januar 2018 hos  Wayback Machine Besøgt 14 Marts 2017
68. ↑  Aeroflight: Singapore Arkiveret 13. juli 2019 hos  Wayback Machine Besøgt 14 Marts 2017
69. ↑  Aeroflight: Spain Arkiveret 26. august 2016 hos  Wayback Machine Besøgt 14 Marts 2017
70. ↑  Aeroflight: UK Navy Arkiveret 23. december 2016 hos  Wayback Machine Besøgt 17 Marts 2017
71. ↑  Aeroflight: Sweden Arkiveret 1. december 2010 hos  Wayback Machine Besøgt 14 Marts 2017
72. ↑  Aeroflight: Thailand Arkiveret 13. juli 2019 hos  Wayback Machine Besøgt 14 Marts 2017
73. ↑  Aeroflight: Czechoslovakia Arkiveret 7. marts 2009 hos  Wayback Machine Besøgt 11 Marts 2017
74. ↑  Aeroflight: Turkey Arkiveret 18. juli 2017 hos  Wayback Machine Besøgt 17 Marts 2017
75. ↑  "Das Archiv der Deutschen Luftwaffe." Arkiveret 7. oktober 2020 hos  Wayback Machine LuftArchiv.de. Besøgt 12 Marts 2017.
76. ↑  Aeroflight: Germany AF Arkiveret 22. oktober 2009 hos  Wayback Machine Besøgt 12 Marts 2017
77. ↑  Aeroflight: Hungary Arkiveret 7. maj 2016 hos  Wayback Machine Besøgt 12 Marts 2017
78. ↑  Aeroflight: Uruguay Arkiveret 13. juli 2019 hos  Wayback Machine Besøgt 17 Marts 2017
79. ↑  Aeroflight: Venezuela Arkiveret 25. august 2019 hos  Wayback Machine Besøgt 17 Marts 2017
80. ↑  "OY-DDA" Arkiveret 20. marts 2017 hos  Wayback Machine Danmarks tekniske Museum. Besøgt 19 Marts 2017.
81. ↑  Francillon 1979, p. 261.